# Ismael Quispe
Ismael Josué Quispe Estrada (Lima, Perú, 23 de agosto de 1999) es un futbolista peruano. Juega como guardameta y su equipo actual es Asociación Club Deportivo Juan Pablo II College de la Liga 1 del Perú.
Conformó la categoría sub-15 de la Selección de fútbol de Perú que obtuvo la medalla de oro de                                                                                                                                                                                               los Juegos Olímpicos de la Juventud de Nankín 2014

## Trayectoria

### Primeros Años
Después de un paso de 4 años por las divisiones inferiores del Club Héctor Chumpitaz, dentro de las cuales obtuvo la convocatoria a la categoría 1999 de la Selección de fútbol de Perú para disputar los Juegos Olímpicos de la Juventud de Nankín 2014 donde obtuvo la Medalla de oro siendo esta la primera vez en la historia que Perú obtiene este reconocimiento en dicho certamen, 

### Deportivo Walter Ormeño
Quispe tuvo un paso por el Club Deportivo Walter Ormeño con el cual obtuvo el campeonato de la Primera División de la Liga Distrital de Imperial, posteriormente pasó como refuerzo al Defensor San Nicolás de Supe Pueblo para disputar la etapa departamental. 

### Alianza Atlético
En el año 2018 llegó al Club Sport Alianza Atlético Sullana para disputar la Segunda División del Perú, llegó hasta la fase final del torneo, perdiendo contra Cienciano del Cusco. En la temporada 2019 continúo en el Club Sport Alianza Atlético Sullana, obtuvo una regularidad considerable siendo el guardameta más joven del campeonato con mayor cantidad de partidos disputados como titular; el Club Sport Alianza Atlético Sullana se ubicó en el segundo lugar del torneo regular y llegó a la marca de ser el equipo con menor número de goles concedidos en el torneo de la Segunda División del Perú, viéndose eliminados en la siguiente fase ante el  Club Deportivo Coopsol. 

### Juan Aurich
En 2020 se confirma su llegada al Juan Aurich de Chiclayo. Jugó su primer partido en el club, en la victoria 3-1 ante Unión Huaral. Disputó la totalidad de los partidos llegando a la final del torneo, logrando el subcampeonato de la Segunda División del Perú. Fue elegido como el mejor arquero del torneo y conformo el once ideal de la Segunda División del Perú del año 2020.

### Sport Boys
Dadas sus destacadas actuaciones, a los 22 años es contratado por el club Sport Boys del Callao el año 2022 para hacer su debut en la máxima categoría del fútbol peruano, la Liga 1, y de paso reforzar al equipo en su participación en la Copa Sudamericana de ese año donde el arquero titular era el seleccionado nacional Patricio Álvarez.
Debuta el 26 de agosto del 2022 en la victoria de local por 2 a 1 ante el ADT de Tarma, jugando los 90 minutos.

## Selección nacional
Quispe fue convocado a los Juegos Olímpicos de la Juventud de 2014, realizado en Nankín. En ese torneo la selección peruana logró llevarse la medalla de oro.
Durante los años 2015 a 2017 fue recurrentemente convocado a las categorías inferiores de la Selección de fútbol de Perú siendo así seleccionado como guardameta del equipo sparring de la Selección absoluta del Perú previo a los partidos de repechaje frente a Nueva Zelanda.
Participación en Juegos Olímpicos de la Juventud
| Competencia                | Sede   | Resultado | PJ | Goles |
| -------------------------- | ------ | --------- | -- | ----- |
| Juegos de la Juventud 2014 | Nankín | 1.º lugar | 0  | 0     |

## Clubes
| Club                 | Div.  | País | Año         |
| -------------------- | ----- | ---- | ----------- |
| Walter Ormeño        | Dist. | Perú | 2017        |
| Defensor San Nicolás | Dep.  | Perú | 2017        |
| Alianza Atlético     | 2.ª   | Perú | 2018 - 2020 |
| Juan Aurich          | 2.ª   | Perú | 2020 - 2021 |
| Sport Boys           | 1.ª   | Perú | 2022 - act. |

## Palmarés

### Campeonatos internacionales
| Título                          | Equipo      | País   | Año  |
| ------------------------------- | ----------- | ------ | ---- |
| Juegos Olímpicos de la Juventud | Perú Sub-15 | Nankín | 2014 |

### Distinciones individuales
| Distinción                                    | Año  |
| --------------------------------------------- | ---- |
| Mejor once de la Liga 2 según la SAFAP        | 2020 |
| Nominado a mejor arquero del año de la Liga 2 | 2020 |